# Kristina Larsen (Ruderin)
Kristina Larsen (* 17. März 1978 in Sydney) ist eine ehemalige australische Ruderin.
Die 1,81 m große Kristina Larsen ruderte im Nachwuchsbereich seit 1995 international für Australien. 1996 belegte sie bei den Junioren-Weltmeisterschaften den dritten Platz im Zweier ohne Steuerfrau. 1997 und 1998 gewann sie im Vierer ohne Steuerfrau den Titel bei den (inoffiziellen) U23-Weltmeisterschaften. Bei den Olympischen Spielen 2000 in ihrer Heimatstadt belegte sie mit dem Achter den fünften Platz. Im Jahr darauf gewann sie bei den Weltmeisterschaften in Luzern den Titel im Achter vor den Booten aus Rumänien und Deutschland. Bei den Weltmeisterschaften 2002 ruderten Kristina Larsen, Jodi Winter, Rebecca Sattin und Victoria Roberts aus dem Vorjahres-Achter auch im Vierer ohne Steuerfrau und siegten im Finale mit zwei Sekunden Vorsprung auf die Kanadierinnen. Alle Ruderinnen des Vierers saßen auch im Achter, der sich hinter dem US-Achter ein enges Rennen mit dem deutschen Boot lieferte. Im Ziel reichten den Australierinnen neun Hundertstelsekunden Vorsprung zum Gewinn der Silbermedaille. Bei den Weltmeisterschaften 2003 verpasste der australische Achter als Vierter die Medaillenplätze um anderthalb Sekunden. 